# Pevnost v tahu

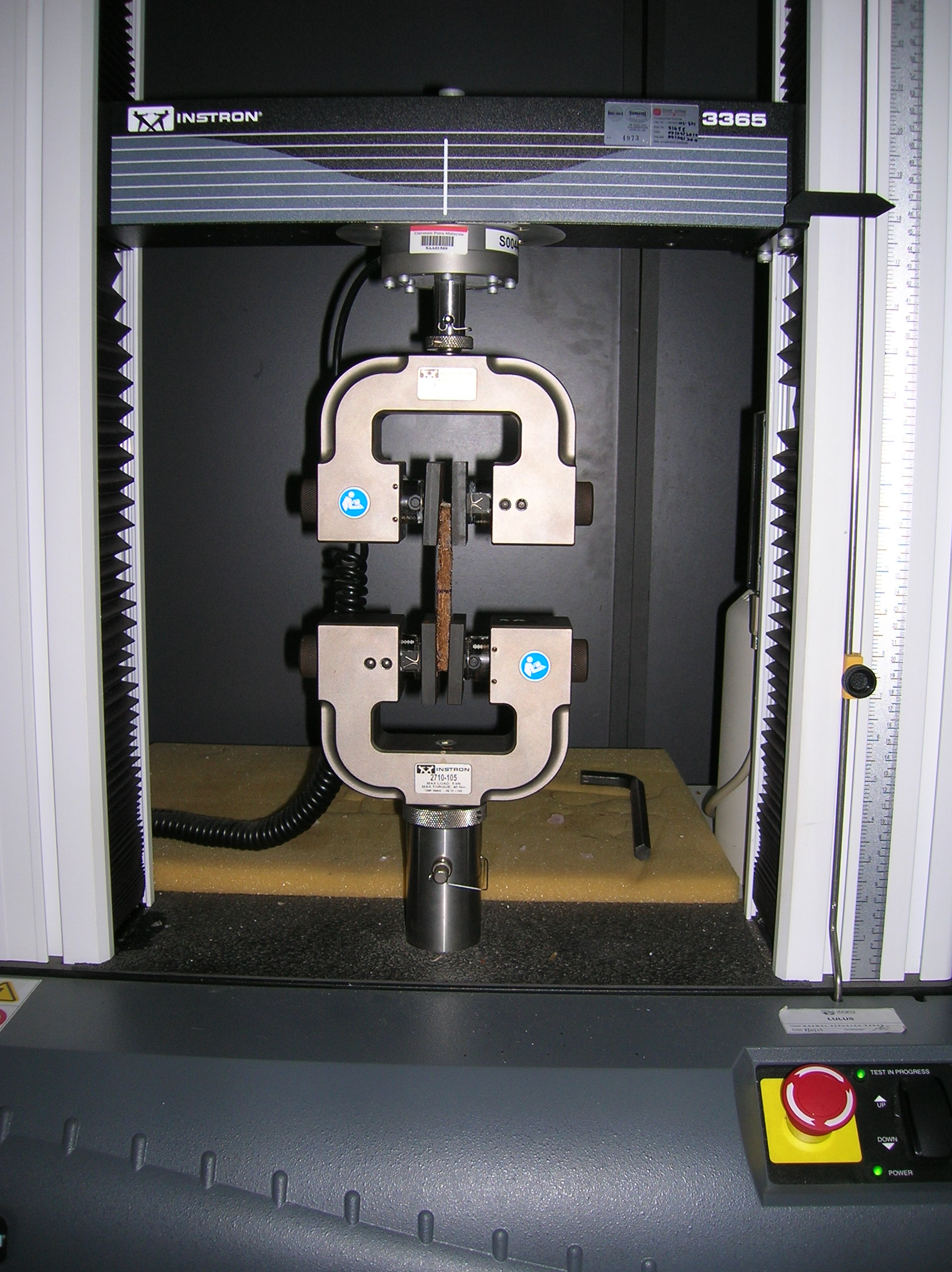
Dvě svěrací čelisti napínají vzorek materiálu, dokud se neroztrhne. Nejvyšší napětí, jehož bylo před roztržením dosaženo, udává jeho pevnost v tahu.

Pevnost v tahu nebo konečná pevnost je za daných podmínek největší možné napětí v materiálu při natahování, kterému materiál jako celek odolává, aniž by se porušil.
Hodnota této veličiny může být výrazně odlišná od pevnosti v tlaku. Experimentální údaje ukazují, že u hornin je pevnost v tahu 30x nižší než pevnost v tlaku.
Hodnoty pevnosti v tahu:
| Materiál             | Pevnost v tahu v N / mm2 |
| -------------------- | ------------------------ |
| Hliník               | 45                       |
| Titan                | 235                      |
| Hořčík               | 116                      |
| Nikl                 | 370                      |
| Chrom                | 370                      |
| Měď                  | 200                      |
| Ocel St52            | 520                      |
| Uhlíkové nanotrubice | 63 000                   |